# O Animal Cordial
O Animal Cordial é um filme slasher brasileiro dos gêneros de suspense e terror de 2017 escrito e dirigido por Gabriela Amaral Almeida e estrelado por Murilo Benício, Luciana Paes, Irandhir Santos, Camila Morgado, Jiddu Pinheiro, Ernani Moraes, Humberto Carrão, Ariclenes Barroso e Diego Avelino. A trama gira em torno de um restaurante de classe média que é assaltado, e os funcionários e clientes precisam lidar com a situação.
Sua estreia mundial foi no Fantasia International Film Festival em 25 de julho de 2017. No Brasil, foi lançado nos cinemas em 9 de agosto de 2018 pela California Filmes.

## Enredo
Inácio (Murilo Benício), um gerente arrogante e ríspido de um restaurante de classe média em São Paulo, tem uma relação conflituosa com os funcionários, sobretudo com o chef de cozinha Djair (Irandhir Santos). No fim do expediente, o estabelecimento é assaltado por Magno (Humberto Carrão) e Nuno (Ariclenes Barroso), para o azar de três clientes; o policial aposentado Amadeu (Ernani Moraes) e o casal burguês Bruno (Jiddu Pinheiro) e Verônica (Camila Morgado).
Inácio se recusa a acionar a polícia, e mantém os bandidos, bem como os clientes e bandidos como reféns, com a ajuda da garçonete Sara (Luciana Paes). Em uma onda de insanidade e crueldade, todos os ocupantes do recinto vão, aos poucos, um a um, sendo atacados pela agressividade de Inácio.
Ao longo da trama são abordados temas como machismo, luta de classes e preconceitos, incluindo misoginia, racismo, homofobia.

## Elenco
- Murilo Benício como Inácio
- Luciana Paes como Sara
- Irandhir Santos como Djair
- Camila Morgado como Verônica
- Jiddu Pinheiro como Bruno
- Ernani Moraes como Amadeu
- Humberto Carrão como Magno
- Ariclenes Barroso como Nuno
- Diego Avelino como Lúcio

## Produção
As filmagens começaram em agosto de 2015 e duraram 21 dias, e foram rodadas em único plano, em ordem cronológica. O filme tem estreia na direção de Gabriela Amaral Almeida, que também escreveu o filme junto com Luana Demange; sendo produzido por Rodrigo Teixeira pela RT Features, com coprodução do Canal Brasil.
Almeida teve ideia do roteiro quando estava em um restaurante, que havia sido assaltado, na cidade de São Paulo, junto com Luana Demange. A partir deste ocorrido, Almeida começou a questionar sobre medo e segurança, e foi surgindo ideias para um novo longa. Ela conversou com o produtor Rodrigo Teixeira sobre o enredo de um novo filme, e Teixeira deu permissão para seguir com o projeto.
A trilha sonora do filme é composta por Rafael Cavalcanti, que utilizou sintetizadores e órgãos para efeitos de terror.

## Lançamento
O Animal Cordial estreou no Fantasia International Film Festival em 25 de julho de 2017 na cidade de Montreal, Canadá. O filme também foi exibido no London FrightFest Film Festival em 3 de março de 2018. Foi lançado no Brasil em 9 de agosto de 2018 pela California Filmes, e lançado internacionalmente pela Vitrine Filmes.

## Recepção

### Resposta da crítica
O website AdoroCinema atribui-lhe uma nota média 4,3 de 5 estrelas, com base em 9 resenhas da imprensa. Julie Nunes do CinePOP, deu uma classificação 4 de 5 estrelas e disse: "O Animal Cordial desnuda as lâminas e suas consequentes feridas sociais de modo que o resultado não poderia ser mais catártico do que o que é concebido em uma cena final, vazando através de sua sanguinolência o complexo jogo ao qual estamos submetidos", e elogiou a atuação de Murilo Benício e do elenco. Mario Abbade do O Globo, aclamou o domínio técnico de Almeida e sua equipe, e escreveu que a "trilha sonora, cenário, figurinos, elenco e movimentação da câmera, como também seu posicionamento, estão todos perfeitamente alinhados como uma bela mise-en-scène que aumenta ainda mais o escopo de cada cena pensada no roteiro." Rodrigo Fonseca do O Estado de S. Paulo, elogiou as atuações de Luciana Paes e Murilo Benício e disse: "o filme executa uma espécie de genealogia da moral brasileira, arregimentando funções sociais de um feudalismo disfarçado pelas CLT."

### Prêmios e indicações
A atuação de Murilo Benício rendeu o prêmio de Melhor Ator no Festival do Rio em 2017. A atriz Luciana Paes ganhou prêmio de Melhor Atriz e Gabriela Amaral Almeida o de Melhor Diretora no Festival de Cinema Fantástico de Porto Alegre em 2018. O filme também foi nomeado em seis categorias no Grande Prêmio do Cinema Brasileiro 2019, como Melhor Ator, Melhor Diretor, Melhor Roteiro Original; porém, não ganhou em nenhuma categoria. O HuffPost Brasil selecionou o filme como um dos dez melhores filmes do ano de 2018.